# Liste der Fatimiden-Kalifen
Die Liste der Fatimiden-Kalifen enthält alle Stellvertreter (ḫalīfa) des Propheten Mohammeds aus der schiitischen Dynastie der Fatimiden, die ihre Abstammung direkt von ihm herleiteten. Die Kalifen selbst waren zugleich auch die Vorsteher (imām) der Schia der Ismailiten.
Der erste Fatimidenkalif wurde am 5. Januar 910 im nordafrikanischen Raqqada proklamiert, wenige Monate nachdem er in Sidschilmasa aus der Verborgenheit (ġaiba) herausgetreten war. Mit dem Kalifat war der Anspruch auf die Herrschaft über die gesamte muslimische Welt verbunden, doch standen die Fatimiden dabei in Konkurrenz zu den sunnitischen Kalifen der Abbasiden in Bagdad (Irak) und denen der Umayyaden in Córdoba (al-Andalus). Das heutige Tunesien war das älteste Zentrum ihrer Herrschaft, wo sie neben Raqqada noch die Residenzstädte Mahdia und al-Mansuriya gründeten. Der vierte Kalif verlegte schließlich 972 die Residenz in das neu gegründete Kairo in Ägypten, das nun dauerhaft zum Machtzentrum der Dynastie wurde. Nach dem Tod des vierzehnten Kalifen 1171 wurde die Dynastie von dem regierenden sunnitischen Wesir Salah ad-Din (Saladin) Yusuf abgesetzt.

## Kalifen der Fatimiden
| Kunya                                              | Ism           | Laqab                                                                               | Herrscherzeit |                                                                                         |
| -------------------------------------------------- | ------------- | ----------------------------------------------------------------------------------- | ------------- | --------------------------------------------------------------------------------------- |
| Abū Muḥammad                                       | ʿAbdallāh     | al-Mahdī billāh („der von Gott Rechtgeleitete“)                                     | 910–934       | 11. Imam der Ismailiten; angeblich ein Ur-Urenkel des siebten Imams Muhammad ibn Ismail |
| Abūʾl-Qāsim                                        | Muḥammad      | al-Qāʾim bi-amriʾllāh („der die Sache Gottes vertritt“)                             | 934–946       | Sohn; 12. Imam der Ismailiten                                                           |
| Abū ṭ-Ṭāhir                                        | Ismāʿīl       | al-Manṣūr bi-naṣriʾllāh („der mit Gottes Hilfe Siegreiche“)                         | 946–953       | Sohn; 13. Imam der Ismailiten                                                           |
| Abū Tamīm                                          | Maʿadd        | al-Muʿizz li-Dīn Allāh („der Gottes Religion stärkt“)                               | 953–975       | Sohn; 14. Imam der Ismailiten                                                           |
| Abūʾl-Manṣūr                                       | Nizār         | al-ʿAzīz billāh („der durch Gott Mächtige“)                                         | 975–995       | Sohn; 15. Imam der Ismailiten                                                           |
| Abū ʿAlī                                           | al-Manṣūr     | al-Hākim bi-amriʾllāh („der auf Geheiß Gottes Herrschende“)                         | 995–1021      | Sohn; 16. Imam der Ismailiten                                                           |
| Abūʾl-Ḥasan                                        | ʿAlī          | aẓ-Ẓāhir li-ʾIʿzāz Dīn Allāh („der um die Religion Gottes zu erhöhen Erscheinende“) | 1021–1036     | Sohn; 17. Imam der Ismailiten                                                           |
| Abū Tamīm                                          | Maʿadd        | al-Mustanṣir billāh („der Gott um Beistand anfleht“)                                | 1036–1094     | Sohn; 18. Imam der Ismailiten                                                           |
| Abūʾl-Manṣūr                                       | Nizār         | al-Muṣṭafā li-Dīn Allāh („der für Gottes Religion Ausgewählte“)                     | 1094–1095     | Sohn; Gegenkalif; 19. Imam der Nizari-Ismailiten                                        |
| Abūʾl-Qāsim                                        | Aḥmad         | al-Mustaʿlī billāh („der durch Gott Erhöhte“)                                       | 1094–1101     | Bruder; 19. Imam der Mustali-Ismailiten                                                 |
| Abū ʿAlī                                           | al-Manṣūr     | al-Āmir bi-aḥkām Allāh („der nach Gottes Ratschlüssen gebietet“)                    | 1101–1130     | Sohn; 20. Imam der Mustali-Ismailiten                                                   |
| Interregnum 1130 bis 1132: Herrschaft des Kutaifat |               |                                                                                     |               |                                                                                         |
| Abuʾl-Maimūn                                       | ʿAbd al-Maǧīd | al-Ḥāfiẓ li-Dīn Allāh („der Bewahrer der Religion Gottes“)                          | 1132–1149     | Enkel von al-Mustanṣir; 21. Imam der Hafizi-Ismailiten                                  |
| Abūʾl-Manṣūr                                       | Ismāʿīl       | aẓ-Ẓāfir bi-amriʾllāh („der auf Gottes Geheiß Siegreiche“)                          | 1149–1154     | Sohn; 22. Imam der Hafizi-Ismailiten                                                    |
| Abūʾl-Qāsim                                        | ʿĪsā          | al-Fāʾiz bi-naṣriʾllāh („der mit Gottes Hilfe Siegreiche“)                          | 1154–1160     | Sohn; 23. Imam der Hafizi-Ismailiten                                                    |
| Abū Muḥammad                                       | ʿAbd Allāh    | al-ʿĀḍid li-Dīn Allāh („der Gottes Religion Stärkende“)                             | 1160–1171     | Enkel von al-Ḥāfiẓ; 24. Imam der Hafizi-Ismailiten                                      |